# Charlotte-Amélie de Kunowitz
Charlotte-Amélie de Kunowitz (en allemand Charlotte-Amélie von Kunowitz) est née à Cassel (landgraviat de Hesse-Cassel) le 7 avril 1677 et meurt à Fürstenau le 8 avril 1722. Elle est la fille de Jean-Frédéric de Kunowitz (1624-1700) et de Dorothée de Lippe-Brake (1633-1706).

## Mariage et fils
Le 4 décembre 1689 elle se marie à Kleinheubach avec Philippe-Charles d'Erbach-Fürstenau (1677–1736), fils du comte Georges-Albert II d'Erbach-Fürstenau (1648-1717) et d'Anne Dorothée de Hohenlohe-Waldenbourg (1656-1724). Le mariage a quatre enfants :
- Caroline d'Erbach-Fürstenau (1700-1758), mariée avec le duc Ernest-Frédéric II de Saxe-Hildburghausen (1707-1745).
- Henriette (1703-1704)
- Louise Eléonore (1705-1707)
- Jean Guillaume (1707-1742)